# Erik Höök
Erik Sten Valdemar Höök, född 18 mars 1920 i Morgårdshammar i Dalarna, död 17 januari 1997 i Lidingö, var en svensk nationalekonom. Han arbetade vid Industriens utredningsinstitut (IUI) 1948–1962 och var på slutet IUI:s biträdande chef. Han disputerade 1962 vid Stockholms universitet med en doktorsavhandling om den svenska offentliga sektorns expansion. 1962 blev han planeringschef vid Finansdepartementet med ansvar för långtidsutredningarna. Han var verkställande direktör för Jernkontoret 1976–1985.
Han invaldes 1972 som ledamot av Ingenjörsvetenskapsakademien.